# Monte Gurugú (Marruecos)
El monte Gurugú es el punto más elevado de la península del cabo de Tres Forcas, en la costa norte de Marruecos, donde se halla también la ciudad autónoma española de Melilla, y forma parte de la sierra de Nador. El Gurugú domina parte la ciudad de Melilla y fue escenario, a principios del siglo XX, de encarnizados combates entre tropas españolas y la insurgencia rifeña; cabe destacar la acción militar del Barranco del Lobo, en el que los rifeños causaron gran quebranto a las tropas españolas el 27 de julio de 1909. Actualmente es el refugio de muchas personas procedentes de regiones subsaharianas, que aguardan en sus laderas una oportunidad para entrar en Melilla de forma irregular.
El Gurugú es un volcán dormido con una altitud de unos 890 metros y desde su cumbre, en la que se hallan las ruinas de un par de fuertes españoles, ofrece unas vistas espectaculares de las ciudades de Melilla y Nador y de la gran laguna costera conocida como Mar Chica. En días claros es posible divisar Argelia, las islas Chafarinas e incluso Sierra Nevada, en la otra orilla del Mediterráneo.
Varias colonias de monos de Berbería viven en sus laderas y existe un importante yacimiento arqueológico dependiente de la antigua Rusadir (Melilla) denominado Taxuda, en el que aparecieron numerosas cerámicas campanienses y sigillatas y ánforas del tipo Dressel 18, datadas en el siglo I a. C. en época del reino de Mauretania.